# Arrernte
Arrernte är en dialektgrupp av fem språk som talas av cirka 3000 arrerntéer i Australien. Språket tillhör den pama-nyunganska språkfamiljen. Språket kan delas in i östlig och västlig arrernte och är nära besläktat med språk som alyawarr, anmatyerre och andegerebinha..